# Claes Gille
Claes Gille, född 1 maj 1888 i Nederluleå församling, död 26 augusti 1952 i Askims församling, Göteborgs och Bohus län, var en svensk friidrottare (stavhopp) och tränare.
Han tävlade för Gefle IF, och blev Stor Grabb nummer 20 i friidrott år 1928.

## Främsta meriter
Gille vann fyra SM i stavhopp. Han hade svenska rekordet i grenen 1912 samt 1913-1917.

## Idrottskarriär (stavhopp)
Claes Gille vann SM i stavhopp år 1910, på 3,40.
Den 11 maj 1912 slog Gille Bertil G:son Ugglas svenska rekord från 1910 med ett hopp på 3,64 meter. Senare samma år återtog Uggla rekordet genom att hoppa 3,82 meter. Vid OS i Stockholm detta år blev han utslagen i kvalet med resultatet 3,60 meter.
Den 14 september 1913 lyckades Gille förbättra Ugglas rekord från 1912,genom att hoppa 3,85 meter. Detta år vann han åter SM-guld i stav (på 3,75 meter). Han vann även de engelska mästerskapen detta år, på 3,68.
Gille vann SM i stav en tredje gång år 1914, denna gång på 3,60. 1914 vann han även stavhoppet i landskampen mot Ungern (på 3,80).
I juli 1916 deltog Gille i stavhopp vid de Svenska Spelen, där han vann på 3,83. Han förbättrade i Oslo sitt svenska rekord till 3,86 den 15 oktober. Rekordet förlorade han senare (1917) till Carl Hårleman som hoppade 3,88. Han vann SM en fjärde och sista gång detta år, med 3,80.

## Civil karriär
Claes Gille genomgick 1917 Hjertbergs tränarkurs och engagerades 1918 som tränare av Svenska Idrottsförbundet. Han placerades först i Östergötlands distrikt, men flyttades till Göteborgs. Han avgick från tränarbefattningen 1927.